# Реки Хакасии
Реки Хакасии — водные потоки, текущие в естественных руслах и питающиеся за счёт поверхностного и подземного стока с их бассейнов. На территории Хакасии учтено 324 реки, принадлежащие к бассейнам Енисея и Оби, на которые приходится, соответственно, около 68 и 25 % территории республики; около 7 % территории Хакасии принадлежит бессточным областям Северо-Минусинской и Южно-Минусинской котловин.
Водные ресурсы рек республики состоят из местного стока, формирующегося на её территории, и из ресурсов притока речных вод, поступающих с сопредельных территорий. Общие естественные ресурсы среднего многолетнего речного стока оцениваются в 68,36 км³/год, местные — 21,37 км³/год. Удельная водообеспеченность 1 км² территории республики местным стоком составляет 345 тыс. м³/год, на одного жителя — 37,2 тыс. м³/год.
По характеру стока рек Республики Хакасия можно разделить на три типа — горные, горно-степные, степные.
Наиболее ярко выражен горный тип, к которому принадлежит подавляющая часть рек территории. К нему относятся: из рек Енисейского бассейна — Енисей на незарегулированных участках, Абакан на большей части своего течения, притоки Абакана — Она, Джабаш, Большой и Малый Арбат, Матур и др.; все реки Обского стока — Белый и Чёрный Июсы, Сарала, Юзик, верхняя Томь с притоками Теренсуг, Тузуксу, Балыксу, Казыр, Печище и др. Густота гидрографической сети в горных районах в среднем составляет 0,24 км/км² и, как правило, возрастает с высотой. Реки горного типа характеризуются довольно крутым падением и бурным течением, обилием порогов и шивер, верховьях эти рек протекают по узким ущелеобразным неразработанным долинам. Русла неглубокие, завалены галечником, а иногда и глыбами скал. Это затрудняет использование рек и их долин в качестве сплавных путей и для проведения дорог, размещения населённых пунктов. Режим стока подчиняется общим закономерностям этой области. Средний годовой модуль стока достигает на этой территории 25 л/с с км² и более.
К группе горно-степных рек, у которых истоки находятся в средневысотных горах, а основная часть течения приходится на степную зону, относится большинство левых притоков Абакана — Таштып, Тёя, Есь, Аскиз, Камышта, Уйбат и др. Режим стока рек типичный для данной территории. Типично степных рек немного. К ним относятся реки Сыдо-Ербинской и Южно-Минусинской котловин: Биджа, Кокса, Тесь, Ерба и некоторые др. Начинаясь из грунтовых источников, выходящих по склонам невысоких холмов, они целиком протекают по степным районам. Часть их впадает в Красноярское водохранилище, другие до него не доходят, теряясь в рыхлом грунте. Плотность речной сети в степных зонах снижается до 0,06 км/км² и менее. Средний годовой модуль стока варьирует здесь от 0,7 до 2,7 л/с с км². В зависимости от размеров водосборов реки Республики Хакасия подразделяются на 
- большие (площадью более 50 000 км²),
- равнинные, располагаются в нескольких географических зонах — реки Енисей, Томь, Чулым,
- средние (площадью от 2000 до 50 000 км²),
- равнинные, располагаются в одной географической зоне) и
- малые (площадью менее 2000 км², длиной чаще не более 100 км).

К средним рекам Хакасии относятся: Абакан и его притоки — Большой Абакан, Малый Абакан, Она, Джабаш, Таштып, Уйбат; Чёрный Июс и Белый Июс. Остальные реки относятся к категории малых. Химический состав речных вод зависит от высотных условий, геологического строения, климата, почв. Воды рек горных районов, в питании которых значительную роль играют высокогорные снега, характеризуется гидрокарбонатно-кальциевым составом и очень низкой (менее 0,1 г/дм³) минерализацией. Воды степных рек более минерализованы (0,3—0,8 г/дм³ и выше) и разнообразны по ионно-солевому составу. 
Реки имеют большое хозяйственное значение. Крупные из них — Енисей и частично Абакан — могут быть использованы в транспортном отношении. Енисей активно используется как источник водной энергии (Саяно-Шушенская ГЭС, Майнская ГЭС). В степных районах, нуждающихся в орошении полей и обводнении пастбищ, велика роль рек как источников водоснабжения. Особенно широкое использование в этом отношении получили воды Абакана и его левых притоков — Аскиза, Камышты, Уйбата, а также рек, стекающих с Джойского хребта в Койбальскую степь — Табата, Уты, Киндирлы и др. В бассейне этих рек находятся основные массивы поливных земель Республики Хакасия. Сток малых рек используется также для полива приусадебных участков и огородов с подачей воды к объектам орошения по примитивным каналам. Кроме того, малые и средние реки используются для рыбного хозяйства, рекреации.

## Реки Хакасии, впадающие во внутренние водоёмы
Водотоки с незначительным количеством воды, зачастую пересыхающие во время затяжной межени. Река Сон — единственный открытый водоток, который подпитывает минеральное озеро Шира. Протяжённость русла 56 км, площадь водосбора около 585 км². Сон протекает по безводной части Ширинской степи, поэтому является стабильным источником водопоя поголовья сельскохозяйственных животных, особенно овец трёх крупных сельхозпредприятий (совхозов «Борец», «Сонский» и «Туимский»). Вторая по значимости из рек, впадающих во внутренние водоёмы, — Туим, с постоянным расходом воды до объема 1.5 м³/с. Протяжённость русла 85 км, площадь водосбора 728 км². Сток реки зарегулирован несколькими русловыми прудами на территории совхоза «Целинный». Река Туим — единственный водосток, подпитывающий озеро Белё. Туим загрязняется со стороны посёлка Туим (завод ОЦМ), а также стоками райцентра Шира (Ширинский завод сухого молока). Такие малые реки, впадающие во внутренние водоёмы, как Базандаиха, Когунек, Калы, Сабинка, Карагаш, Чазы-Койза, Кара-Сук, Агыскар, сохраняют свой водоток благодаря зарегулированности стока в небольших водохранилищах и используются в основном для водопоя скота.